# Dragon Khan
A Dragon Khan egy acél, ülő hullámvasút, mely a PortAventura vidámparkban található Salouban (Spanyolország). Ez volt a világon az első olyan hullámvasút, mely nyolcszor fordul át egy menet során. A rekordot 2002-ben döntötte meg a Thorpe Parkban (Chertsey, Egyesült Királyság) megnyitott Colossus, melynek tíz fordulata van.

## Jellemzői
A járművet a Bolliger & Mabillard (B&M) építette, és 1995. május 2-án nyílt meg a PortAventura vidámpark akkori két hullámvasútjának egyikeként. Pályája piros, fehér és kék színekkel, a vonatok színe zöld, kék és lila. Témája a kínai mitológiából ered, Dragon Khan, a sárkány, a bűnös Hu herceg reinkarnálódott lelke, akinek dühe mindig elszabadult, amikor egy ember megpróbált a hátára mászni.
A Dragon Khan három vonata 7-7 kocsit tartalmaz, melyek mindegyike négy férőhelyes, így összesen 28 utasa lehet vonatonként. Indulás után a vonatok 45 méteres magasságba mennek, majd az 1 perc 45 másodperces menet során nyolc átfordulás után érnek az 1 269 méter hosszú pálya végére. Legnagyobb elérhető sebessége 105 km/h.